# 24 mai 1954
Le lundi 24 mai 1954 est le 144e jour de l'année 1954.

## Naissances
- David Armstrong (mort le 25 octobre 2014), photographe américain
- Doug Lamborn, politicien américain
- Francisco García Escalero (mort le 19 août 2014), tueur en série espagnol
- Laurence Iannaccone, économiste américain
- Maria-Cristina Pitassi, historienne et philosophe italienne
- Mitch Kupchak, joueur de basket-ball américain
- Nassir Al-Ghanim, joueur de football international koweïtien
- Rainald Goetz, écrivain allemand
- Sa'ad Al-Houti, joueur de football koweïtien

## Décès
- Arno Schirokauer (né le 24 mai 1899), écrivain allemand
- William Van Alen (né le 10 août 1883), architecte américain